# Matók Béla
Szecsóri Matók Béla (Hódmezővásárhely, 1829. július 20. – Budapest, 1897. szeptember 11.) ügyvéd, dalszerző, író, 1848-as honvédszázados, főügyész.

## Élete
Mint 1848-49-es honvéd százados végig küzdötte a szabadságharcot, mely után hat hónapi fogságot szenvedett. Kiszabadulva a fővárosban ügyvédkedett; később főszolgabíró, majd Hódmezővásárhely főügyésze lett. Különös érdeme az is, hogy a nemzetiségi kongresszuson az ismert ellennyilatkozatot ő eszközölte ki. A zenével is foglalkozott, több magyar dallam szerzője, közülük a Kertem alatt faragnak az ácsok és a Fekete szem éjszakája címűeket többen is országszerte énekelték. Az országos nemzeti szövetség szervező bizottságának alelnöke volt, a szövetségnek pedig igazgatósági társelnöke.

## Írásai
Cikkei a Pesti Naplóban (1851. 516. sz. sat. Aradmegyei levelek, 1854. 288. sz. Hodmezővásárhely decz. 8., 1856. 344. sz. Egy pár szó a magyar zene ügyében); a Vasárnapi Ujságban (1856. Óvszer a veszettség ellen, 1870); a Napkeletben (1857. 32. sz. Csérei Berei Farkas András életrajza, Zajtai István álnév alatt); a Honban (1869. 71. sz. Egy régi okmány 1781-ből, status maximák Magyarország részére Grossing Ferencz Rudolf után), a Pesti Hírlapban (1885. 191. sz. A czímkórság); az Ország-Világban (1895. rajz); költeményei a Magyar Néplapban (1857), a Hölgyfutárban (1857-1858), a Kalauzban (1858), a Nővilágban (1858), a Győri Közlönyben (1858) és a Divatcsarnokban (1860-62), az Ország-Világban (1897).

## Munkái
- Mezei virágok. Költemények. Pest, 1870.
- Zsidó-kérdés Magyarországon Nro 2. Történelmi, társadalmi és törvényes szempontból tárgyalva. Bpest, 1881.

Levele Simonffy Kálmánhoz 1856. nov. 7. Hódmezővásárhelyről (a Magyar Nemzeti Múzeumban).
Hódmezővásárhelyi Emlék címmel almanachot szerkesztett 1873-ban, mely a város történelmét és társadalmi fejlődését is tartalmazza.